# K-300 Bastion
Il K-300 Bastion (in cirillico К-300 Бастион, nome in codice NATO SS-C-5 Stooge) anche chiamato 3К55 Bastion, è un sistema missilistico di difesa costiera di fabbricazione russa progettato per affiancare e sostituire, rispettivamente, i sistemi Bal e Rubež in servizio nella marina russa. Il sistema, sviluppato insieme alla società bielorussa Tekhnosoyuzproekt, è stato pensato per ingaggiare navi di superficie di medie e grandi dimensioni quali, ad esempio, unità di scorta di portaerei, convogli e unità da sbarco.
Il K-300 Bastion impiega, in entrambe le sue versioni mobile Bastion-P e fissa Bastion-S, i missili P-800 Oniks e/o Kalibr i quali gli permettono di ingaggiare bersagli sia su mare che su terra fino ad una distanza di 350 km su mare e di 450 km su terra come affermato dal Ministro della Difesa russo Shoigu in un incontro con il Presidente della Federazione Vladimir Putin.

## Sviluppo
Sistema da difesa costiera particolarmente versatile poiché può essere utilizzato anche contro bersagli terrestri, il K-300 Bastion è stato sviluppato nei primi anni 2000 in due versioni, delle quali solamente quella basata su lanciatori mobili, il K-300P Bastion-P, è oggi (08/2020) in servizio.
Il Bastion è stato consegnato alla marina russa nel 2010 ed è entrato formalmente in servizio nel 2015.

## Caratteristiche
Il sistema impiega i missili cruise supersonici Oniks che hanno una portata che varia dai 120 ai 400 km in base al tipo di traiettoria di volo adottata. Vengono espulsi verticalmente ad intervalli di 2-5 secondi l'uno dall'altro e, dopo una improvvisa virata, vengono fatti accelerare fino ad una velocità intorno ai Mach 2,5 con l'ausilio di un booster a combustibile solido.
Il missile, dotato di testata cercante autonoma che si attiva nella fase finale di volo, può volare fino ad un'altitudine di 14.000 m grazie all'ausilio del sistema GLONASS (analogo russo del GPS statunitense) e scendere ad un'altitudine di soli 5 m dalla superficie del mare nella fase finale (sea-skimming).
Il sistema impiega circa 5 minuti per passare dalla modalità di trasferimento a quella di combattimento e può rimanere in standby attivo per un periodo di 3-5 giorni, o fino a 30 giorni se accompagnato da un veicolo di supporto.
Integrando un lanciatore appositamente modificato nel sistema, il K-300 può inoltre impiegare i missili Kalibr.

## Composizione
Una batteria mobile del sistema Bastion (del tipo Bastion-P) è composta da:
- fino a 2 posti comando
- 1 veicolo di supporto
- 4 lanciatori ciascuno azionato da un equipaggio di 3 persone
- 4 veicoli da carico e trasferimento munizioni

## Impiego operativo
Il 15 marzo 2015 è stato riferito che la Russia aveva dispiegato il sistema in Crimea. Il complesso missilistico basato su silo dovrebbe essere schierato sull'Object 100 entro il 2020. Nel 2015 il comandante della flotta settentrionale russa, l'ammiraglio Vladimir Korolev, ha affermato che le forze costiere della flotta settentrionale russa avrebbero ricevuto nuovi complessi missilistici anti-nave Bastion per supportare gli schieramenti S-400 già esistenti.
Nel 2016 il sistema viene dispiegato nelle Isole Curili, nell'Estremo Oriente russo. Il 15 novembre dello stesso anno, la Russia annuncia di aver dispiegato i sistemi mobili K-300P Bastion-P in Siria, dalla quale hanno lanciato missili Oniks su obiettivi terrestri appartenenti all'ISIS, dimostrando capacità di attacco terrestre precedentemente sconosciute per un sistema di difesa costiera.
Il software dei P-800 utilizzati nei Bastion, infatti, presenta modifiche rispetto all'originale e consente ai missili di acquisire bersagli terrestri fissi, colpendo le coordinate programmate.
Entro il 2020 è programmata l'entrata in servizio del primo sistema su silo Bastion-S, che si affaccerà dalla Crimea sul Mar Nero.

## Varianti
K-300P Bastion-P: variante mobile utilizzata dalle forze missilistiche costiere della marina russa
K-300S Bastion-S: versione fissa basata in silo fortificati, successore del sistema missilistico Utes
Bastion-E: versione mobile da esportazione

## Operatori
Russia
- Numero imprecisato di Bastion-P. Almeno 1 Bastion-S operativo entro fine 2020.

 Vietnam
- Ordine per 2 sistemi Bastion-E siglato nel 2011[9]

 Siria
- 2 sistemi Bastion-E ordinati e consegnati